# Nesouměrný rozvod
Nesouměrný rozvod je vlastnost všech čtyřdobých motorů a díky převažujícímu výskytu čtyřdobých motorů není speciálně zmiňována. Dvoudobé motory mají většinou rozvod souměrný, a proto se každé výjimce věnuje pozornost a nesouměrnost je zdůrazňována. Pojem "nesouměrný rozvod" je tedy používán jen při popisu dvoutaktního motoru.
Nesouměrnost/souměrnost je dána úhly otevření kanálů, neboli časováním. Jednoduché dvoudobé motory, u kterých rozvod řídí pouze píst, mají rozvod (časování) souměrný–symetrický.

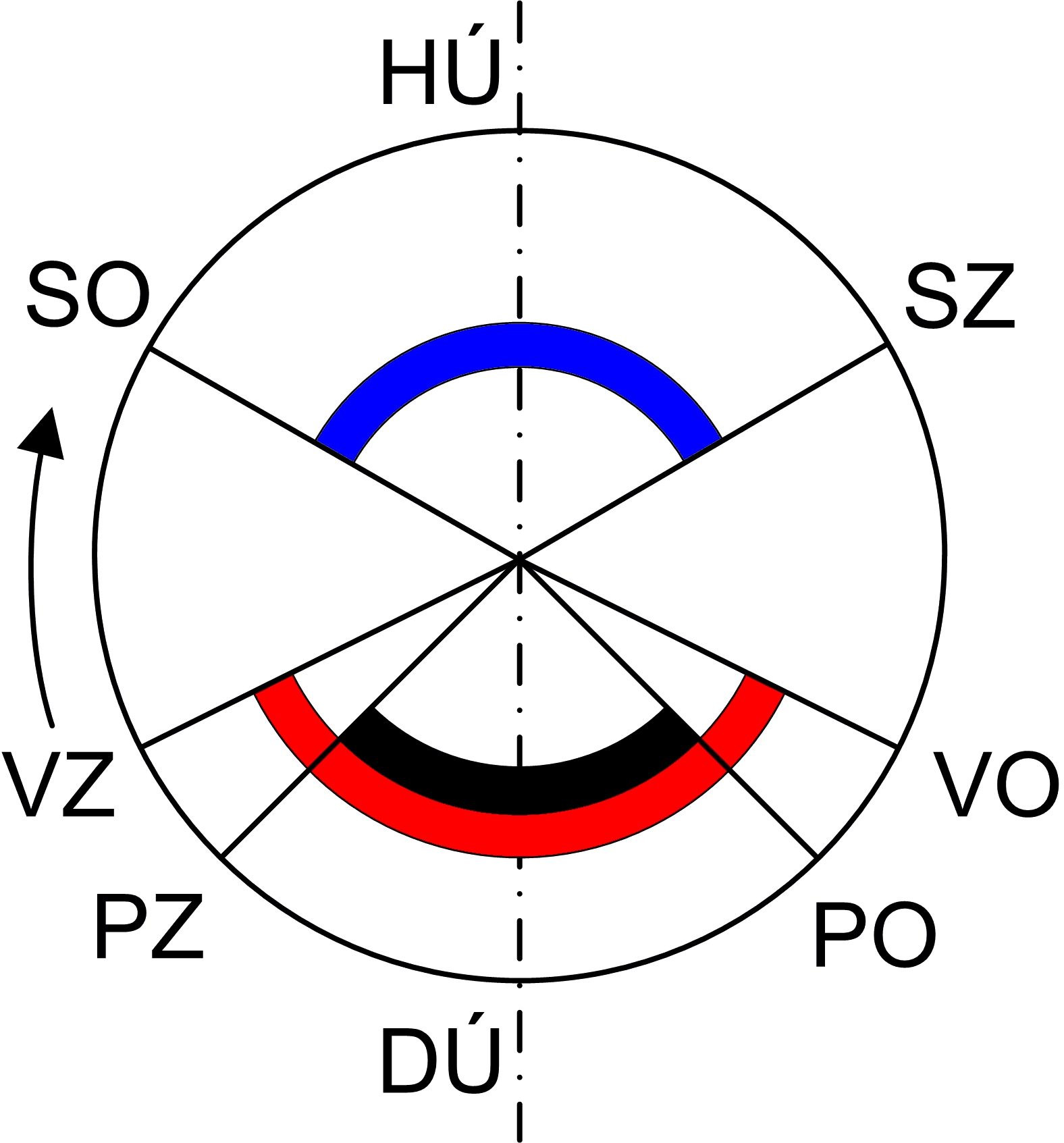
Diagram časovaní dvoudobého motoru se symetrickým rozvodem: červená – výfukový kanál otevřený, modrá – sací kanál otevřený, černá – přepouštěcí kanál otevřený.

## Diagram časování souměrného rozvodu dvoudobého motoru
V diagramu je barevně rozlišeno proudění plynů:
- nad pístem-ve spalovacím prostoru: otevření přepouštěcího a výfukového kanálu (černý a červený segment)
- pod pístem-v klikové skříni: otevření sacího kanálu (modrý segment)

Osa diagramu je spojnice HÚ (horní úvratě) a DÚ (dolní úvratě). Velikost úhlu mezi VO (výfuk otevřen) a VZ (výfuk zavřen) je stejná. Také velikost úhlu mezi PO (přepouštění otevřeno) a PZ přepouštění zavřeno) je stejná. Doba výfuku a doba přepouštění je tedy symetrická vzhledem k ose KÚ-DÚ.
Diagram znázorňuje skutečnost, že píst, pohybující se dolů, otevírá výfukový kanál několik stupňů před otevřením přepouštěcího kanálu. Tím je umožněno vypouštění spalin před přepouštěním čerstvé směsi.
Když se píst pohybuje nahoru, uzavře přepouštěcí kanál. Výfukový kanál zavře píst až o několik stupňů později. To způsobuje únik čerstvé směsi výfukem.

## Konstrukční prvky nesouměrného rozvodu dvoudobého motoru
Je žádoucí, aby byl výfukový kanál zavřen před tím než se zavře kanál přepouštěcí. Tuto konstelaci není schopno zajistit řízení rozvodu samotným pístem. Do konstrukce kanálu dvoudobého motoru musí být přidán další konstrukční prvek:
- další píst[2]
- šoupátko (rotační nebo posuvné)
- ventil talířový
- membrána (jazýčkové ventily)
- přívěra výfuku

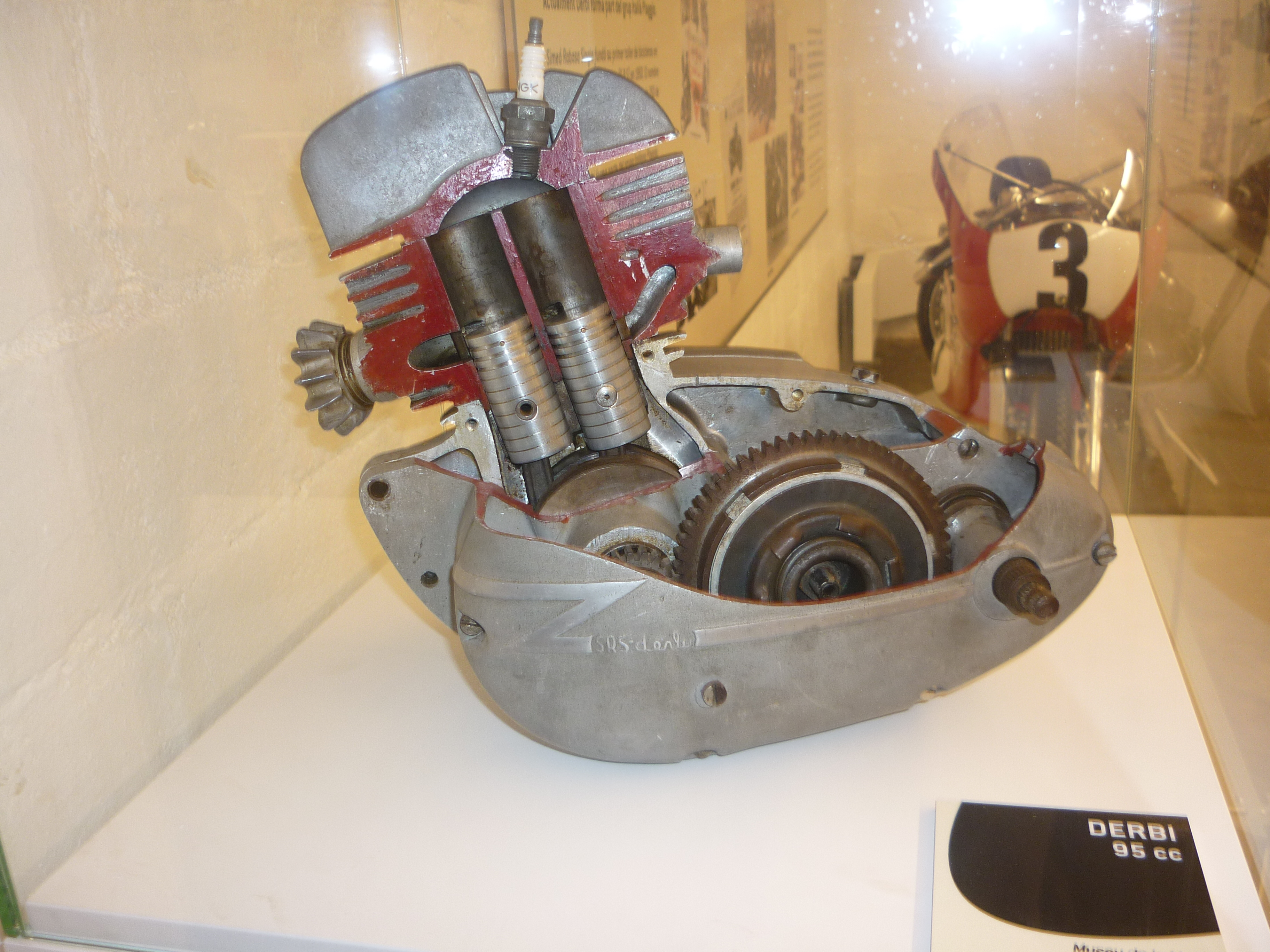
motor s podvojnými válci

• Přidáním dalšího pístu vznikne motor s podvojnými válci, kde každý píst ovládá jiné kanály. Oba písty mají společný spalovací prostor. (To je rozdíl proti dvouválcovým motorům, které mají dva kompletní válce, z nichž každý má svůj spalovací prostor). Tato konstrukce je použita u historického motocyklu Manet M-90, který byl vyroben v Považských strojárňach.
• Rotační diskové šoupátko tloušťky jen několik milimetrů je nasazeno s malou axiální vůli na klikové hřídeli. Příkladem použití rotačního šoupátka je konstrukce závodního motocyklu MZ konstruktéra Daniela Zimmermanna, motocykl Jawa 90, Trabant, závodní Jawa 350/673, Piaggio Vespa. Vespa neměla obvyklé šoupátko; rotačním šoupátkem bylo přímo rameno setrvačníku klikové hřídele. Rotační šoupátko, namontované přímo na klikové hřídeli, vyžaduje umístění karburátoru z boku klikové skříně. Karburátor byl zranitelnější; zvláště u terénních motocyklů. Náhrada karburátoru vstřikováním benzínu nebyla reálná (Motobécane 350). Proto konstruktéři přemístili karburátor za válec, ale tím prodloužili sací kanál. Jiné řešení nabídla Jawa přemístěním samotného šoupátka za válec. Šoupátko rotovalo na hřídeli, která svírala s klikovou hřídelí úhel 90°.
• Rotační válcové šoupátko se objevilo v závodních motocyklech DKW (ULd 250) na konci třicátých let. Šoupátko mělo funkci kohoutu (pípy), přes který proudila palivová směs. Otáčelo se v ose rovnoběžné s klikovou skříní.
• Posuvné (kmitavé) šoupátko bylo zkoušeno ve firmě Jawa v sedmdesátých letech dvacátého století. Pohyb šoupátka (ploché destičky) byl ovládán ojnicí z klikové hřídele. Destička řídila sací kanál a umožňovala umístění karburátoru za motor.
• Přívěra je prvek, který dále vylepšil nesouměrný rozvod. Úhel otevření výfuku se mění přivřením výfukového kanálu. Můžeme tedy říci, že neexistuje jeden diagram časování, ale každému režimu motoru odpovídá diagram s jiným úhlem výfuku. Výfukový kanál se zakrývá otočnou nebo posuvnou přívěrou. Prvním motor pracoval v závodní Yamaze v roce 1977; později i u sériových motocyklů jako Yamaha Power Valve System.
Tabulka časování dvojtaktních motorů za slovenské Wikipédie:
| časování     | SO             | SZ           | VO             | PO             | PZ           | VZ           |
| symetrické   | 55–70° před HÚ | 55–70° po HÚ | 30–50° před DÚ | 20–35° před DÚ | 20–35° po DÚ | 30–50° po DÚ |
| nesymetrické | 55–70° před HÚ | 55–70° po HÚ | 30–50° před DÚ | posunutý k DÚ  | >= VZ        | 30–50° po DÚ |

## Diagram časování rozvodu čtyřdobého motoru

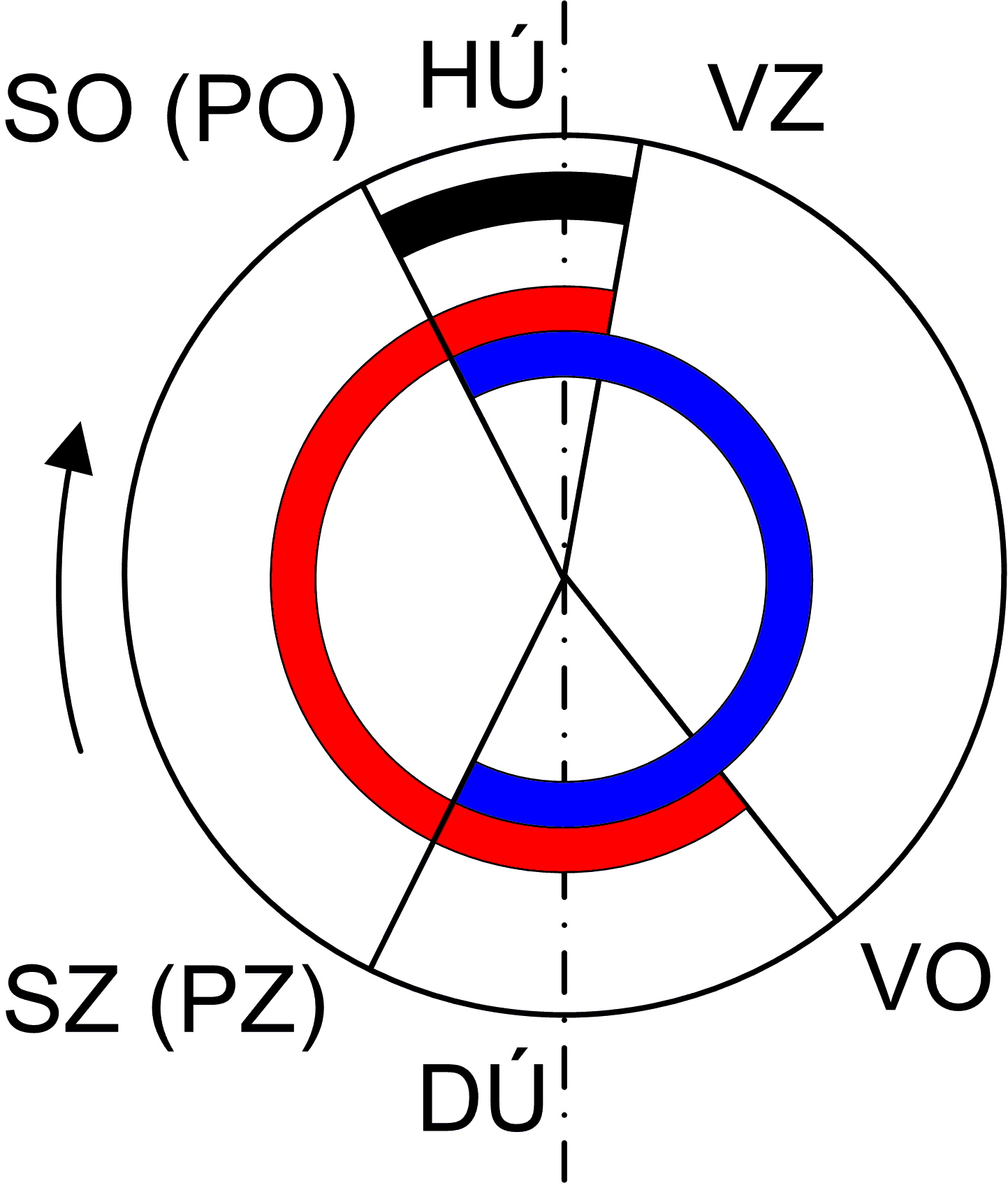
Diagram časovaní čtyřdobého motoru: červená – výfukový ventil otevřený, modrá – sací ventil otevřený, černá – překrytí ventilů

Diagram na obrázku je pouze modelový (obecný). Diagram reálného motoru musí obsahovat velikost úhlů, po kterém jsou ventily otevřeny.
Diagram znázorňuje čtyři doby (takty), které proběhnou během dvou otáček klikového hřídele. Cyklus začíná první dobou-sáním (modrý segment vnitřního mezikruží). Píst stoupá nahoru a provádí kompresi směsi. Před horní úvratí (HÚ) nastává exploze (třetí doba), která píst posílá dolů do dolní úvratě. Druhá a třetí doba není doba není barevně vyznačena. Čtvrtá doba je výfuk (červený segment). Černý vnější segment znázorňuje dobu, kdy jsou otevřeny oba ventily. Jedná se překrytí ventilů, často zvané "střih ventilů".
Doba, po kterou jsou ventily současně otevřeny, je důležitá hodnota, která má vliv na výkon i spotřebu. Problém je v tom, že malé otáčky vyžadují jinou doby překrytí ventilů než otáčky velké. Výsledkem je kompromisní řešení, které nevyhovuje plně žádným otáčkám.
Řešením je proměnné (variabilní) časování ventilů. První systémy variabilního časování ventilů používaly stupňové nastavení. Při stanovených otáčkách se časování skokem změnilo. Každému stupni odpovídal vlastní diagram časování. Pokročilejší systémy variabilního časování nabízejí plynulou změnu časování ventilů, která vyhovuje všem otáčkám motoru a podmínkám, ve kterých motor pracuje. U těchto motorů existuje "nekonečné" množství diagramů časování.
Tabulka časování čtyřdobého motoru ze slovenské Wikipédie:
| motor                    | SO (PO)        | SZ (PZ)      | VO             | VZ           |
| nepřeplňovaný a zážehový | 0–30° před HÚ  | 30–50° po DÚ | 3–60° před DÚ  | 10–30° po HÚ |
| přeplňovaný vznětový     | 50–80° před HÚ | 30–50° po DÚ | 30–60° před DÚ | 40–85° po HÚ |